# Garnizon Kowno

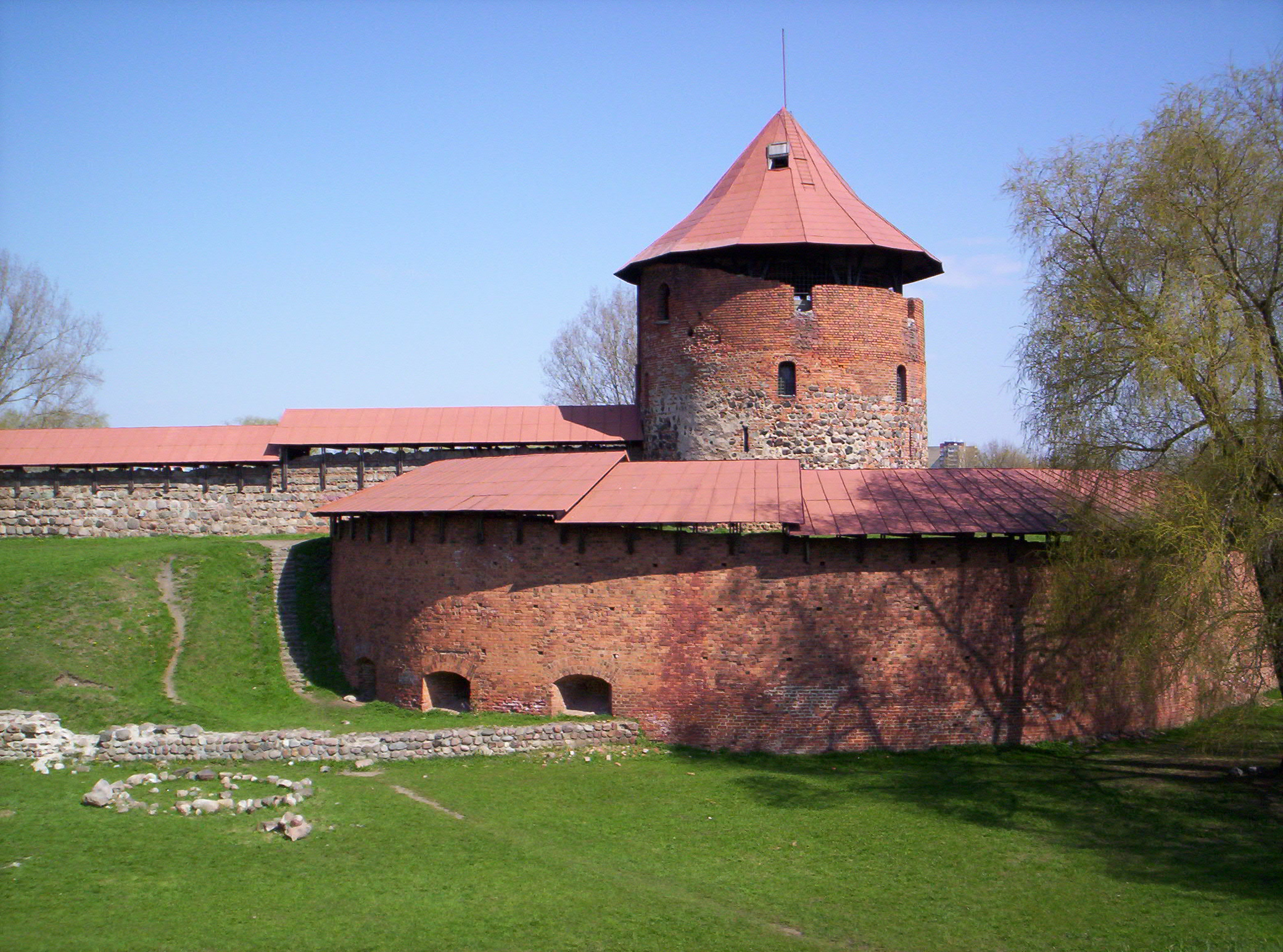
Zamek w Kownie

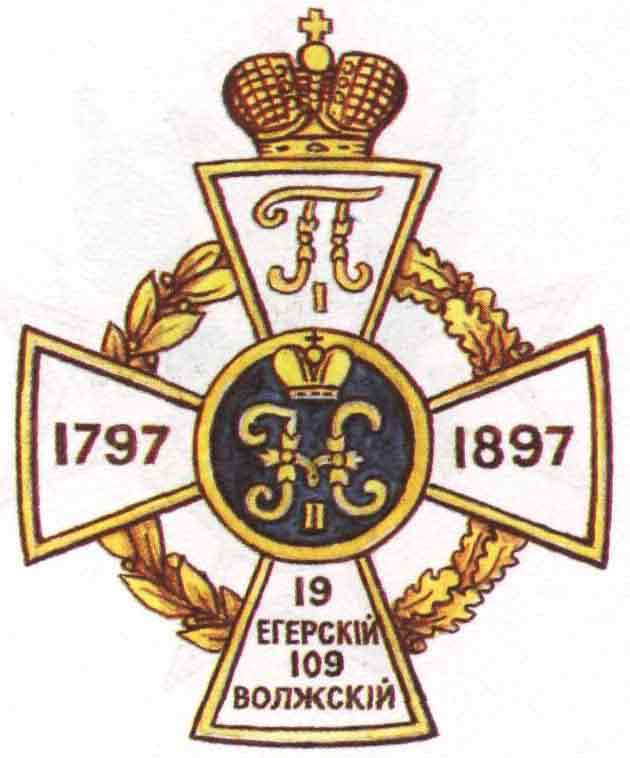
Odznaka pamiątkowa 109 Wołżskiego Pułku Piechoty,
1797-1897

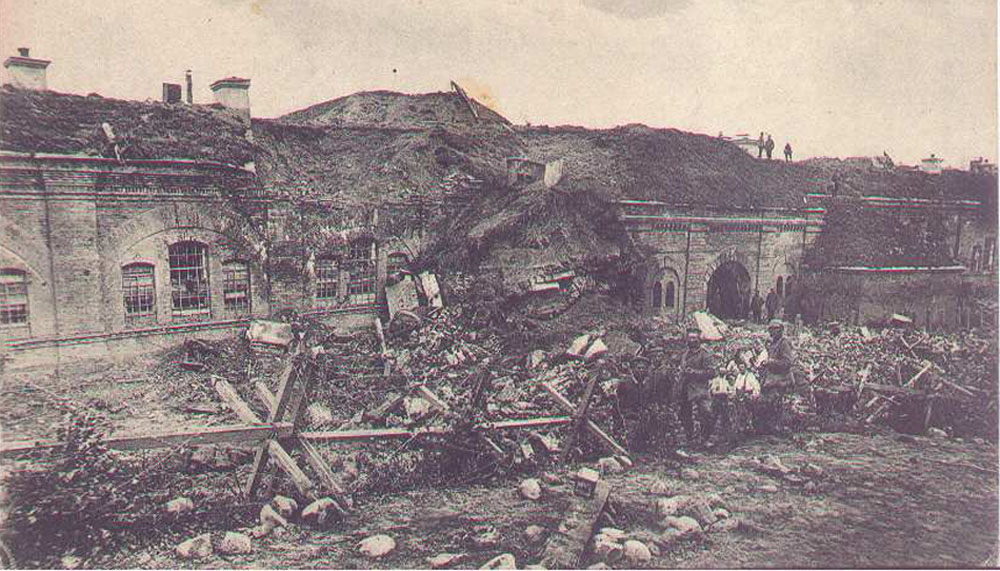
Kowno, Fort II po niemieckim bombardowaniu

Garnizon Kowno – duży garnizon wojskowy zarania II RP, wcześniej garnizon wojsk Wielkiego Księstwa Litewskiego, Imperium Rosyjskiego, potem garnizon wojsk litewskich, radzieckich i obecnie ponownie litewskich.

## Garnizon I Rzeczypospolitej
- sztab 1 Brygady Kawalerii Narodowej Wielkiego Księstwa Litewskiego[1], nazywanej też w skrócie Brygadą Husarską lub Kowieńską
- 3 Regiment Pieszy Buławy Polnej Litewskiej[2]

## Garnizon carski
- sztab 28 Dywizji Piechoty
  - 109 Wołżski Pułk Piechoty[3]

## Samoobrony kresowe
Kowno było jednym z miejsc formowania się polskiej ochotniczej formacji wojskowej o nazwie Samoobrona Wileńska. Od tego miasta wziął również nazwę Kowieński Pułk Strzelców, czyli późniejszy 77 Pułk Piechoty.